# Asthenopus angelae
Asthenopus angelae is een haft uit de familie Polymitarcyidae. De wetenschappelijke naam van de soort is voor het eerst geldig gepubliceerd in 2012 door De Souza & Molineri.
De soort komt voor in het Neotropisch gebied.